# إلهام بدر السادة
إلهام بدر السادة (1963 -) هي مذيعة قطرية ومقدمة برامج تلفزيونية علي قناة الجزيرة.

## حياتها ونشأتها
ولدت الدكتورة الهام بدر السادة عام 1963 لأسرة قطرية تنتمي إلى قبيلة السادة في قطر، برز اسمها لأول مرة عندما قدمت أول نشرة اخبار في قناة الجزيرة عند اطلاقها في نوفمبر 1996، وكانت قبل ذلك تعمل مذيعة ومقدمة برامج في إذاعة قطر والتي انضمت اليها بعمر السابعة عشر قبل ان يتم تعيينها رسميا في الإذاعة عام 1984 بعمر الثامنة عشر
تخرجت المذيعة الهام البدر في جامعة قطر، حيث درست الآداب  ثم حصلت على درجة الماجستير في الأدب العربي من الجامعة الأردنية عن رسالتها «أثر التحولات الاجتماعية والاقتصادية في الشعر في الخليج العربي» كما حصلت على درجة الدكتوراه من الجامعة الأردنية كذلك عن دراستها في القصة القصيرة في أدب يوسف إدريس
واجهت الهام بدر الكثير من الصعوبات الاسرية عند التحاقها متعاونة مع إذاعة قطر في مطلع الثمانينيات من القرن الماضي وذلك بسبب القيود المجتمعية التي تمنع الفتاة القطرية من  العمل في المجالات الإعلامية ولكنها تغلبت على رفض اسرتها بالصبر والظهور بالشكل والمحتوى اللائق.

## مسيرتها
عند انطلاق قناة الجزيرة الفضائية عام 1996، تم انتداب الهام بدر لتعمل مذيعة ومقدمة برامج، كما تم اختيارها لتقديم أول نشرة اخبار مع زميلها المذيع جمال ريان، وانقطعت علاقتها بقناة الجزيرة لتعود مرة أخرى لإذاعة قطر
في عام 2006 تم تعيينها عضوا في مجلس إدارة الجزيرة بموجب مرسوم اميري لمدة عام ، كما تم تعيينها لاحقا عضوا في مجلس إدارة قناة الجزيرة للأطفال.

### ابرز المناصب والبرامج الاذاعية والتلفزيونية
- مذيعة – إذاعة قطر 83 -2008
- مذيعة في قناة الجزيرة الإخبارية
- عضو مجلس إدارة قناة الجزيرة الإخبارية  بموجب مرسوم اميري
- عضو مجلس إدارة قناة الجزيرة للأطفال
- رئيس اللجنة الإعلامية. بمهرجان الدوحة  المسرحي[5]
- برنامج تقاسيم – تلفزيون قطر
- برنامج وطني الحبيب صباح الخير إذاعة قطر[3]

## جدل اعلامي
تعرضت المذيعة الهام البدر إلى حملات تشويه وإساءة في بعض وسائل التواصل الاجتماعي  بسبب ظهورها في برنامج الحقيقة بتلفزيون قطر حيث كانت أول إعلامي يظهر على برنامج الحقيقة في أولى حلقاته وقد كان ذلك عقب اختراق وكالة الأنباء القطرية قبل فرض الحصار على قطر وقطع العلاقات معها وكانت قد أشارت بشكل مباشر خلال البرنامج إلى أن اختراق وكالة الأنباء لعبة إماراتية سعودية مصرية مشتركة وسيتبعها خطوات وقد رافق ذلك سلسلة من التغريدات مما جعلها جزءا من الجدل الدائر حينها خلال أزمة حصار دولة قطر

## جوائز
تم اختيارها عام 2011 نموذجا لإمرأة عربية ضمن برنامج «المرأة النموذج» الذي يأتى ضمن حملة الايادى البيضاء (اعلام من اجل المرأة) في الأمارات العربية المتحدة